# Aldin Ćatović
Aldin Ćatović (serbisch-kyrillisch Алдин Ћатовић, * 6. April 2007 in Novi Pazar) ist ein serbischer Leichtathlet, der im Mittel- und Langstreckenlauf an den Start geht.

## Sportliche Laufbahn
Erste internationale Erfahrungen sammelte Aldin Ćatović im Jahr 2022, als er beim Europäischen Olympischen Jugendfestival (EYOF) in Banská Bystrica in 4:03,89 min den fünften Platz im 1500-Meter-Lauf belegte. Im Jahr darauf siegte er in 8:21,43 min über 3000 Meter beim EYOF in Maribor und anschließend verpasste er bei den U20-Europameisterschaften in Jerusalem mit 8:35,49 min den Finaleinzug im 3000-Meter-Lauf. Im September siegte er in 8:52,97 min bei den U18-Balkan-Meisterschaften in Sivas und im Dezember wurde er bei den Crosslauf-Europameisterschaften in Brüssel mit 17:53 min auf den 53. Platz im U20-Rennen. 2024 siegte er in 8:13,62 min über 3000 Meter bei den U20-Balkan-Hallenmeisterschaften in Belgrad und anschließend gewann er bei den Balkan-Hallenmeisterschaften in Istanbul in 8:12,76 min die Bronzemedaille hinter seinem Landsmann Elzan Bibić und Iwo Balabanow aus Bulgarien. Im März wurde er bei den Crosslauf-Weltmeisterschaften in Belgrad nach 25:37 min 50. im U20-Rennen. Im Juli siegte er bei den U18-Europameisterschaften in Banská Bystrica mit neuem Meisterschaftsrekord von 8;07,03 min über 3000 Meter und sicherte sich in 3:55,14 min die Silbermedaille über 1500 Meter. Anschließend gelangte er bei den U20-Weltmeisterschaften in Lima mit 3:44,85 min auf Rang neun über 1500 Meter. Im Dezember kam er bei den Crosslauf-Europameisterschaften in Antalya im U20-Rennen nicht ins Ziel. Im Jahr darauf wurde er bei der 2. Liga der Team-Europameisterschaft in Maribor in 1:51,57 min Siebter im B-Lauf über 800 Meter und gelangte über 1500 Meter mit 3:48,89 min auf Rang 14. Anschließend siegte er bei den U20-Balkan-Meisterschaften in Craiova in 8:24,89 min über 3000 Meter und belegte bei den U20-Europameisterschaften in Tampere in 3:50,25 min den fünften Platz über 1500 Meter und gelangte über 3000 Meter mit 8:47,97 min auf Rang sieben. 
In den Jahren 2023 und 2024 wurde Ćatović serbischer Hallenmeister im 1500-Meter-Lauf sowie 2024 auch über 3000 Meter. 2024 wurde er Landesmeister über 800 und 1500 Meter im Freien sowie 2025 über 1500 Meter.

## Persönliche Bestleistungen
- 800 Meter: 1:51,57 min, 29. Juni 2025 in Maribor
  - 800 Meter (Halle): 1:53,83 min, 18. Februar 2024 in Belgrad (serbischer U18-Rekord)
- 1000 Meter: 2:33,89 min, 11. Juni 2025 in Belgrad
- 1500 Meter: 3:41,24 min, 4. September 2024 in Priboj (serbischer U18-Rekord)
  - 1500 Meter (Halle): 3:50,82 min, 13. Februar 2024 in Belgrad (serbischer U18-Rekord)
- 2000 Meter: 5:04,90 min, 8. September 2024 in Zagreb (europäische U18-Bestleistung)
- 3000 Meter: 8:07,03 min, 21. Juli 2024 in Banská Bystrica
  - 3000 Meter (Halle): 8:12,76 min, 10. Februar 2024 in Istanbul